# Wapen van Sprang-Capelle

Wapen van Sprang-Capelle

Het wapen van Sprang-Capelle werd op 26 oktober 1939 verleend door de Hoge Raad van Adel aan de Noord-Brabantse gemeente Sprang-Capelle. Per 1997 ging Sprang-Capelle op in de gemeente Waalwijk. Het wapen van Sprang-Capelle is daardoor definitief komen te vervallen als gemeentewapen.

## Blazoenering
De blazoenering van het wapen luidde als volgt:
Gedeeld; I in zilver een dwarsbalk van keel, vergezeld van acht liggende blokjes van sinopel, geplaatst boven den balk drie en twee en onder den balk twee en één; II in goud een leeuw van keel, getongd en genageld van azuur en een barensteel van azuur met drie hangers over de schouders van den leeuw heengaande. Het schild gedekt met een gouden kroon van drie bladeren en twee paarlen.
De heraldische kleuren zijn zilver (wit), keel (rood), sinopel (groen), goud (goud of geel) en azuur (blauw). Het schild wordt gedekt met een gravenkroon. 

## Verklaring
De gemeente was in 1923 ontstaan uit Sprang, Capelle en Vrijhoeve-Capelle. De wapens van deze gemeenten waren dusdanig verschillend dat ze niet te combineren waren en er een nieuw wapen ontworpen moest worden. Het wapen is samengesteld uit familiewapens van het geslacht van Wendelnesse (het heraldisch gezien rechterdeel) en het geslacht Van der Duyn (het heraldisch gezien linkerdeel). Zij waren de eerste heren van respectievelijk Sprang en Capelle.
Er is overigens bewust gekozen voor het aantal blokjes in het rechterdeel van het wapen. In het wapen van het geslacht De Wendelnesse komen 15 liggende blokjes voor, geplaatst boven de balk vijf en vier daaronder drie, twee en één. Dit zou leiden tot onduidelijke stempelafdrukken en werd door de Hoge Raad van Adel geadviseerd deze terug te brengen tot de acht blokjes in het gemeentewapen. De Wendelnesses zijn van dezelfde stam als de Nederveens, die de aangrenzende heerlijkheid Nederveen-Cappel in hun bezit hadden. Zij voerden een vrijwel gelijk wapen.

## Verwante wapens

Wapen van de heerlijkheid Nederveen-Cappel
Familiewapen Van der Duyn